# 山本力仁
山本 力仁 (やまもと りきと、1994年10月5日 - )は、日本のプロ野球審判員。審判員袖番号は52。

## 経歴
広島県立高陽東高等学校からNPBアンパイアスクールを経て2016年1月1日に日本野球機構審判部に入局。

## 審判員出場記録
- 出場試合数：51試合
- 初出場：2022年8月2日、埼玉西武ライオンズ対オリックス・バファローズ第16回戦（ベルーナドーム）、三塁塁審[2]。

(記録は2024年シーズン終了時点)